# Кавельщино
Каве́льщино — село в Бельском районе Тверской области. Центр Кавельщинского сельского поселения.
Находится в 12 километрах к юго-востоку от районного центра города Белый. Протянулось на 4 км вдоль дороги «Белый—Комары», по берегу реки Начи.
Население по переписи 2002 года — 398 человек, 173 мужчины, 225 женщин. В селе 7 улиц.

## История
В середине XIX-начале XX века село Ковельщина относилось к Комаровской волости Бельского уезда Смоленской губернии, здесь имение помещика Д. Н. Синягина, который содержал фабрику по производству сукна, кирпичный завод, мельницу. В 1900 в Кавельщине — 7 дворов, 34 жителя, земская школа, мелочная лавка, в 1923 — 7 дворов, 36 жителей, создан колхоз «Коммунар».
В 1940 году село — центр Кавельщинского сельсовета Бельского района Смоленской области.
В годы Великой Отечественной войны в районе Кавельщино сражались воины 6-го сибирского добровольческого корпуса. В селе братская могила воинов Красной Армии.
С 1957 года Кавельщинский сельсовет Бельского района в Калининской области.
В 1960 образован совхоз «Кавельщинский». К селу были присоединены соседние деревни Шамилово, Шавырдино, Босино.
В 1997 году — 199 хозяйств, 454 жителя. Центральная усадьба СПК «Кавельщино», неполная средняя школа, детсад, дом народного творчества, больница, сбербанк, отделение связи, магазин.

## Население
| 2008 | 2010 |
| ---- | ---- |
| 434  | ↘384 |

## Воинское захоронение
Количество захороненных: 628, известных 616, неизвестных 12. Первые захоронения произведены в феврале 1942 года. После освобождения района были проведены перезахоронения из одиночных могил, расположенных на территории Кавельщинского сельского Совета. Памятник установлен летом 1954 года. Мемориальные плиты с именами погибших установлены в августе 1979 года..
По другим данным в братской могиле покоятся 744 человека. На плитах высечены фамилии 704 захороненных бойцов.